# Йезериц
Йезериц (нем. Jeseritz) — деревня в Германии, в земле Саксония-Анхальт. Входит в состав города Гарделеген района Зальцведель.
Население составляет 287 человек (на 31 декабря 2006 года). Занимает площадь 13,15 км².
До 31 декабря 2009 года Йезериц имел статус общины (коммуны). 1 января 2010 года вошёл в состав города Гарделеген.

## Достопримечательности
Евангелическая церковь.